# Soyuz 10 (album)
Soyuz 10 è il decimo album da solista del cantautore italiano Mario Venuti, pubblicato il 31 maggio 2019 con etichetta Mescal e distribuito da Sony Music.

## Descrizione
Mario Venuti è l'autore principale per testi e musiche. Hanno collaborato alla scrittura Giuseppe Rinaldi, in arte Kaballà, Sebastiano Barbagallo, in arte Seba, Luca Chiaravalli e Francesco Bianconi, frontman del gruppo musicale Baustelle. Il disco è stato registrato al MCN Studio di Villa Grazia di Carini in provincia di Palermo. 
Per il titolo dell'album Mario Venuti si è ispirato al nome del microfono utilizzato durante le registrazioni, abbinando il numero 10 a ricordare che si tratta del decimo album da solista. 
Da questo album sono stati estratti i singoli Il pubblico sei tu, Silenzio al silenzio e Ciao cuore. Protagonista del videoclip del brano Il pubblico sei tu è Giuseppe Cimarosa, figlio di un parente del boss Matteo Messina Denaro. Il padre di Giuseppe rinnegò la mafia, scelta confermata anche dal figlio con l'intenzione di seguire i propri sogni. Tema che torna nel testo della canzone. L'attrice Donatella Finocchiaro è invece la protagonista del videoclip del brano Silenzio al silenzio, diretto dal regista Daniele Cangemi, videoclip premiato ai New York Movie Awards nel dicembre 2019.

## Tracce
1. Il vaso di pandora - 3:10 (Venuti/Kaballà)
2. Il pubblico sei tu - 3:15 (Venuti/Kaballà/Chiaravalli/Seba)
3. Silenzio al silenzio - 4:11 (Venuti/Kaballà)
4. Un nuovo tipo d'amore - 3:46 (Venuti/Kaballà)
5. L'essenza - 3:53 (Venuti/Kaballà/Bianconi)
6. Il mondo coi tuoi occhi - 3:37 (Venuti/Kaballà)
7. Promessa infinita - 3:51 (Venuti/Kaballà)
8. Il tempo di una canzone - 3:53 (Venuti/Kaballà)
9. Ciao cuore - 3:45 (Venuti/Kaballà)
10. Siamo fatti così - 3:31 (Venuti/Kaballà)
11. Particelle di energia - 3:35 (Venuti/Kaballà)
12. Nostalgia del futuro - 3:29 (Venuti)